# Denis Granečný
Denis Granečný  (* 7. září 1998) je český profesionální fotbalista, který hraje na pozici levého obránce či záložníka za český klub FC Zbrojovka Brno. Je bývalým mládežnickým reprezentantem.

## Klubová kariéra
Denis Granečný je odchovancem Baníku Ostrava. V 1. české lize debutoval 14. 2. 2016 proti FK Mladá Boleslav (prohra 0:3). Do konce sezóny odehrál v nejvyšší soutěži celkem 9 zápasů. V následující sezoně 2016/17 hrál Baník Ostrava ve druhé lize a Granečný si připsal 10 startů. Denis Granečný si v sezoně 2017/18 připsal 28 startů, jednu branku (proti Zlínu) a dvě asistence.